# Ferruccio Busoni

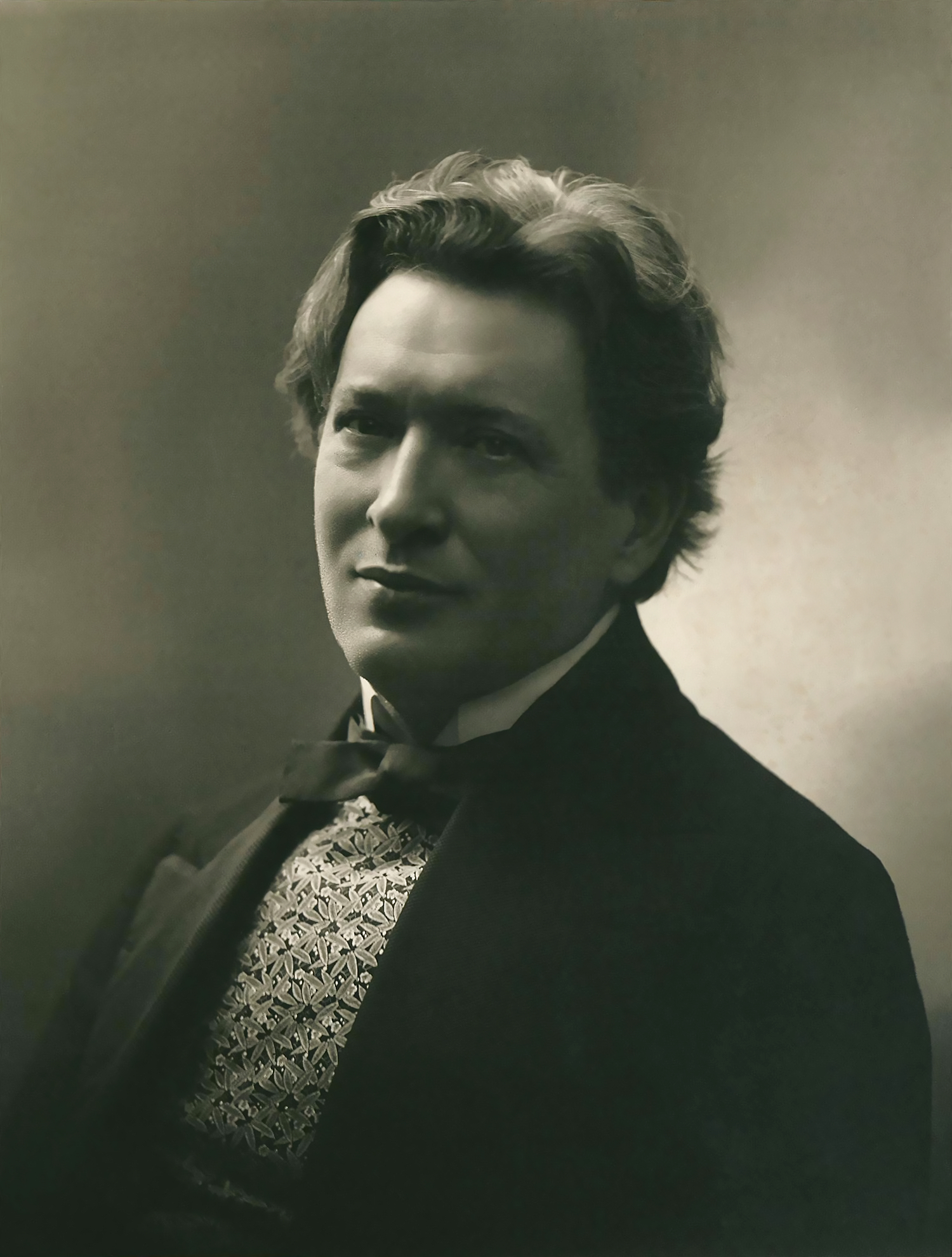
Ferruccio Busoni, 1913

Ferruccio (Dante Michelangelo Benvenuto) Busoni (* 1. April 1866 in Empoli bei Florenz; † 27. Juli 1924 in Berlin) war ein italienischer Pianist, Komponist, Dirigent, Librettist, Essayist und Musikpädagoge. Neben seinen eigenen Kompositionen transkribierte und arrangierte er zahlreiche Werke anderer Komponisten. Außerdem gab er Klavierwerke von Johann Sebastian Bach und Franz Liszt heraus. Als Dirigent lag ihm zeitgenössische Musik am Herzen.

## Leben

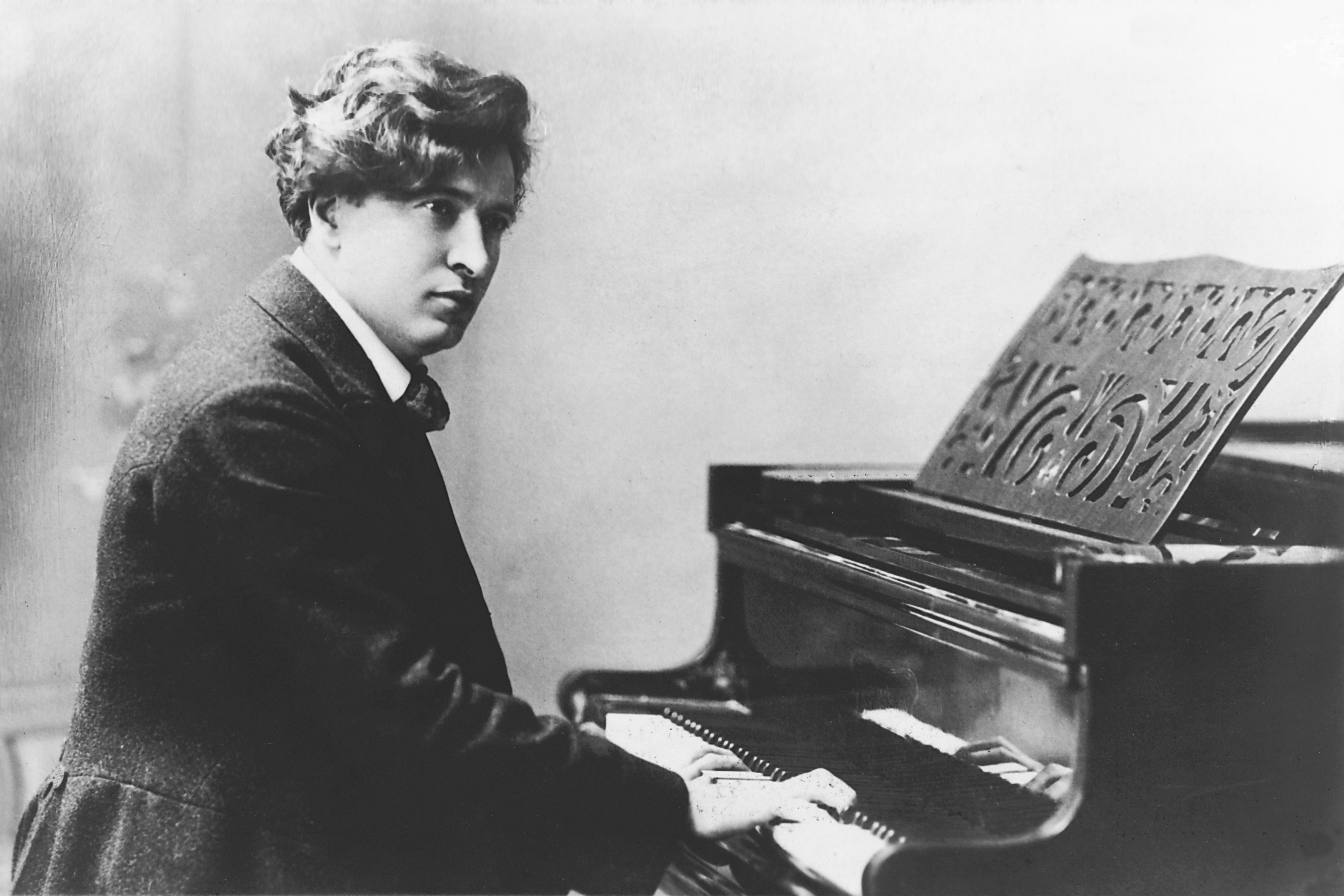
Ferruccio Busoni, um 1895

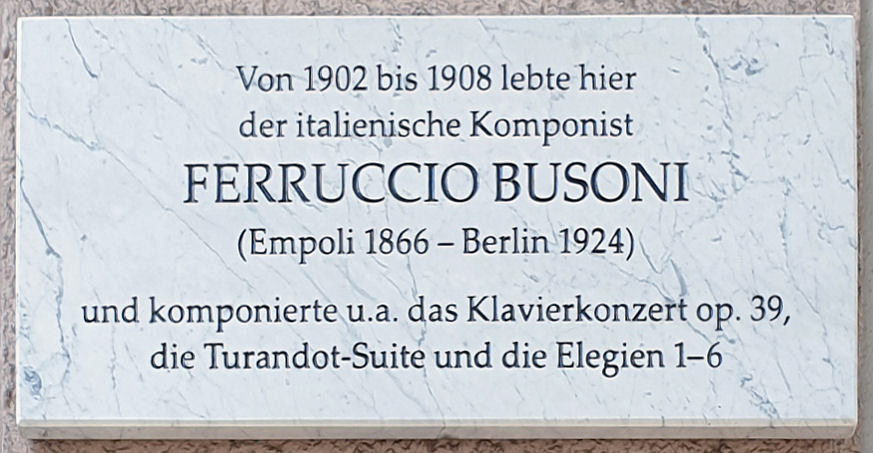
Gedenktafel am Haus Augsburger Straße 33 in Berlin-Charlottenburg (falsches Jahr des Umzugs an diese Adresse aufgrund eines langjährigen Fehlers in den Biographien von Dent und Stuckenschmidt)

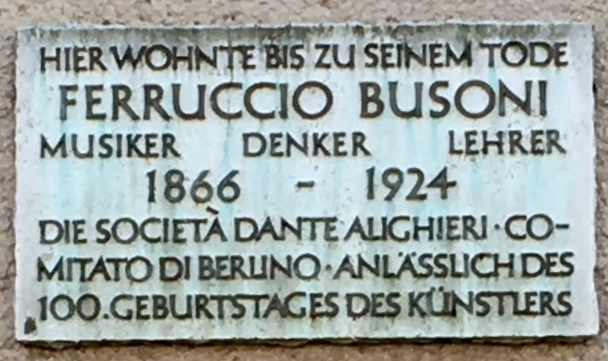
Gedenktafel in Berlin-Schöneberg, Viktoria-Luise-Platz 11

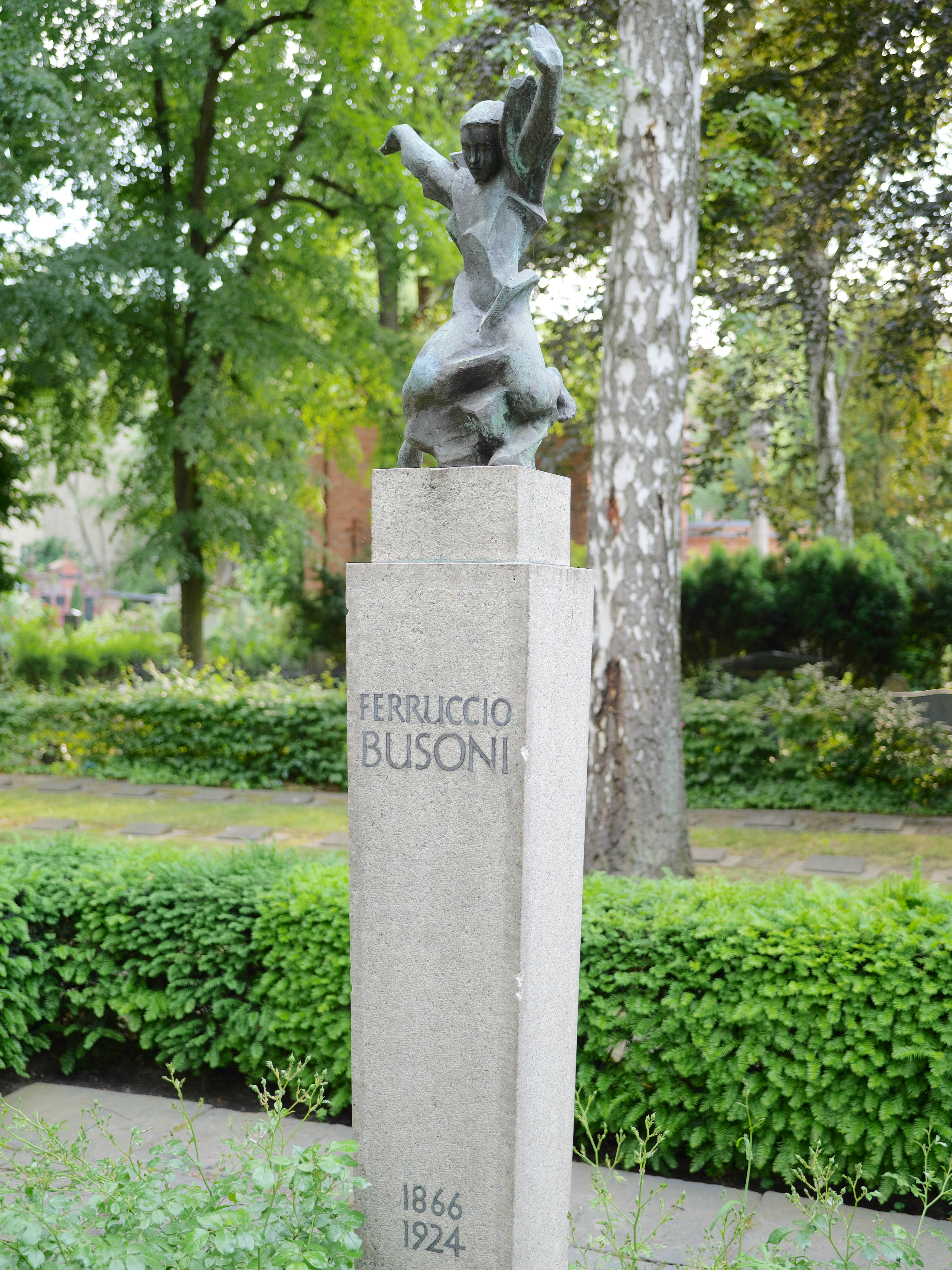
Grabmal Busonis auf dem Friedhof in Berlin-Friedenau

Ferruccio Busoni war das einzige Kind eines italienischen Klarinettenvirtuosen und einer deutschstämmigen Pianistin aus Triest. Ferruccio wuchs zweisprachig auf. Seinen ersten Unterricht erhielt er von seinen Eltern, die seine frühe Karriere vorantrieben und seine Auftritte vermarkteten. Bereits im Alter von sieben Jahren begann Busoni Klavierstücke zu komponieren – die ersten acht Werke im Busoni-Verzeichnis (BV) entstanden im Zeitraum Juni bis Oktober 1873. Im November 1873 gab er in Triest sein Debüt als Pianist mit Stücken von Mozart, Schumann und Clementi. 1875 trat er erstmals als Solist eines Klavierkonzerts auf (Mozarts 24. Klavierkonzert). Im Alter von neun bis elf Jahren studierte er am Wiener Konservatorium. Er komponierte weiterhin fleißig: In den vier Jahren 1875 bis 1878 entstanden die Werke BV 15 bis BV 98, darunter im März 1878 das viersätzige Konzert für Klavier und Streichquartett in d-Moll op. 17 (BV 80).  Zwischen 1879 und 1881 studierte Busoni am Musikverein für Steiermark in Graz Musiktheorie bei W. A. Rémy. Am 24. April 1881 gab er sein Abschiedskonzert im Landschaftlichen Rittersaal in Graz. Dabei wurden auch drei Kompositionen von Busoni aufgeführt, das Streichquartett in c-Moll op. 56, das Präludium und Fuge op. 57 sowie eine Motette für Chor und Orchester op. 55. 1881 wurde er im Alter von fünfzehn Jahren Mitglied der Accademia Filarmonica in Bologna.
Ab 1886 studierte Busoni bei Carl Reinecke und unterrichtete am Leipziger Konservatorium. Ab 1888 war er Klavierlehrer am Konservatorium in Helsinki, wo er zu einem Förderer und Freund von Jean Sibelius wurde. 1890/91 gab Busoni Unterricht am Moskauer Konservatorium. In Moskau heirateten Ferruccio Busoni und Gerda Sjöstrand (1862–1956), Tochter eines schwedischen Bildhauers. Der Ehe entstammten die Söhne Benvenuto und Rafaello Busoni.
Nach einer weiteren Station in Boston (1891 bis 1894) ließ sich Busoni 1894 in Berlin nieder. Von spätestens 1899 an wohnte er in der Augsburger Straße 55 (heute 33) und ab 1908 in Berlin-Schöneberg im fünften Stockwerk des Gebäudes Viktoria-Luise-Platz 11; an beiden Häusern erinnern Gedenktafeln an ihn.  Er blieb italienischer Staatsbürger. Italien kündigte nach der Unterzeichnung des geheimen Londoner Vertrages am 4. Mai 1915 den Dreibundvertrag und trat am 23. Mai 1915 auf der Seite der Entente in den Ersten Weltkrieg ein. Busoni wurde dadurch zum „feindlichen Ausländer“ und zog deshalb nach Zürich.
1920 kehrte Busoni nach Berlin zurück und übernahm eine Meisterklasse für Komposition an der Akademie der Künste. Er bezog wieder seine Wohnung am Viktoria-Luise-Platz. Hier hatte er eine Bibliothek mit 5000 Büchern, darunter 53 Bände mit Werken von E. T. A. Hoffmann und 176 Cervantes-Bände.
Infolge der Inflation verlor Busoni sein gesamtes Geldvermögen. Seine Gesundheit litt unter der langjährigen Abhängigkeit von Wein und Zigarren. Er ignorierte die Warnung eines Arztes, der ihm Alkohol und Nikotin verbieten wollte. Sein Freund Jakob Wassermann, der ihm im Dezember 1922 zum letzten Mal begegnete, als Busoni 56 Jahre alt war, erinnerte sich an ihn als einen Greis mit „zerwühltem“ Gesicht und schneeweißem Haar.
Verarmt und vorzeitig gealtert starb Busoni im Alter von 58 Jahren. Sein Ehrengrab auf dem Friedhof Schöneberg III in Berlin-Friedenau (Abt. 6–56) wurde von Georg Kolbe gestaltet.

## Zitat
„Dieser hochgebildete Komponist und Virtuose ... verkörperte in seiner äußeren Erscheinung wie in der geistigen Kapazität so etwas wie das Idealbild eines Künstlers.“

## Werk

### Charakteristik
Das Frühwerk Busonis zeigt den romantischen Hintergrund von Komponisten wie Schumann, Chopin und Mendelssohn, später auch  Johannes Brahms, dem er zunächst mit respektvoller Distanz begegnete und dessen f-Moll-Sonate er 1884 im Beisein des Kritikers Eduard Hanslick in Wien spielte. Der Einfluss der Händel-Variationen lässt sich in Busonis frühen Chopin-Variationen op. 22 (BV 213) nachweisen; in dem von Max Reger gelobten Konzertstück op. 31 a (BV 236) von 1890 ist Brahms ebenfalls hörbar.
Wie kein anderer Komponist bestimmte hingegen Johann Sebastian Bach die pianistische und kompositorisch-künstlerische Entwicklung Busonis, der später die Gesamtausgabe seines Klavierwerks bei Breitkopf & Härtel betreute und mit Anmerkungen versah. Die Bedeutung Bachs, der ebenfalls eigene und fremde Werke bearbeitete, zeigt sich in der kontrapunktischen Struktur vieler Kompositionen sowie in zahlreichen Transkriptionen. Die Schwierigkeit einiger Bach-Bearbeitungen ist den hohen Anforderungen und Klangvorstellungen Busonis geschuldet, der die Ausgangskompositionen auf das Niveau eines Virtuosen heben wollte. So wurde seine Fantasia contrappuntistica als Versuch gewertet, Bachs vermutlich als Quadrupelfuge konzipiertes Werk „zu Ende zu denken“ und das Klavier dabei „zu vergessen“. Der Kritik an seinen zahlreichen Änderungen, Varianten und Erweiterungen erwiderte Busoni, dass er stets den schöpferischen Gedanken für vollkommen halte, nicht aber dessen musikalische oder satztechnische Umsetzung.
Bereits mit seinen zwischen 1907 und 1909 geschriebenen Elegien BV 249 zeigt sich ein Neubeginn seiner Entwicklung, was von Busoni selbst so gedeutet wurde, als er angab, in ihnen sein „ganz persönliches Gesicht“ aufgesetzt zu haben. Mit ihrer erweiterten Tonalität und den stellenweise bitonalen Ansätzen gehen sie über die gebräuchliche Funktionsharmonik der Zeit ebenso hinaus wie die Sonatinen, in denen sich ebenfalls bitonale Strukturen finden.

### Kompositionen und Bearbeitungen (Auswahl)
Thematisch-chronologisch geordnet wurden die Werke Ferruccio Busonis im Kindermannverzeichnis (KiV), das auch Busoni-Verzeichnis (BV) genannt wird.
Opern

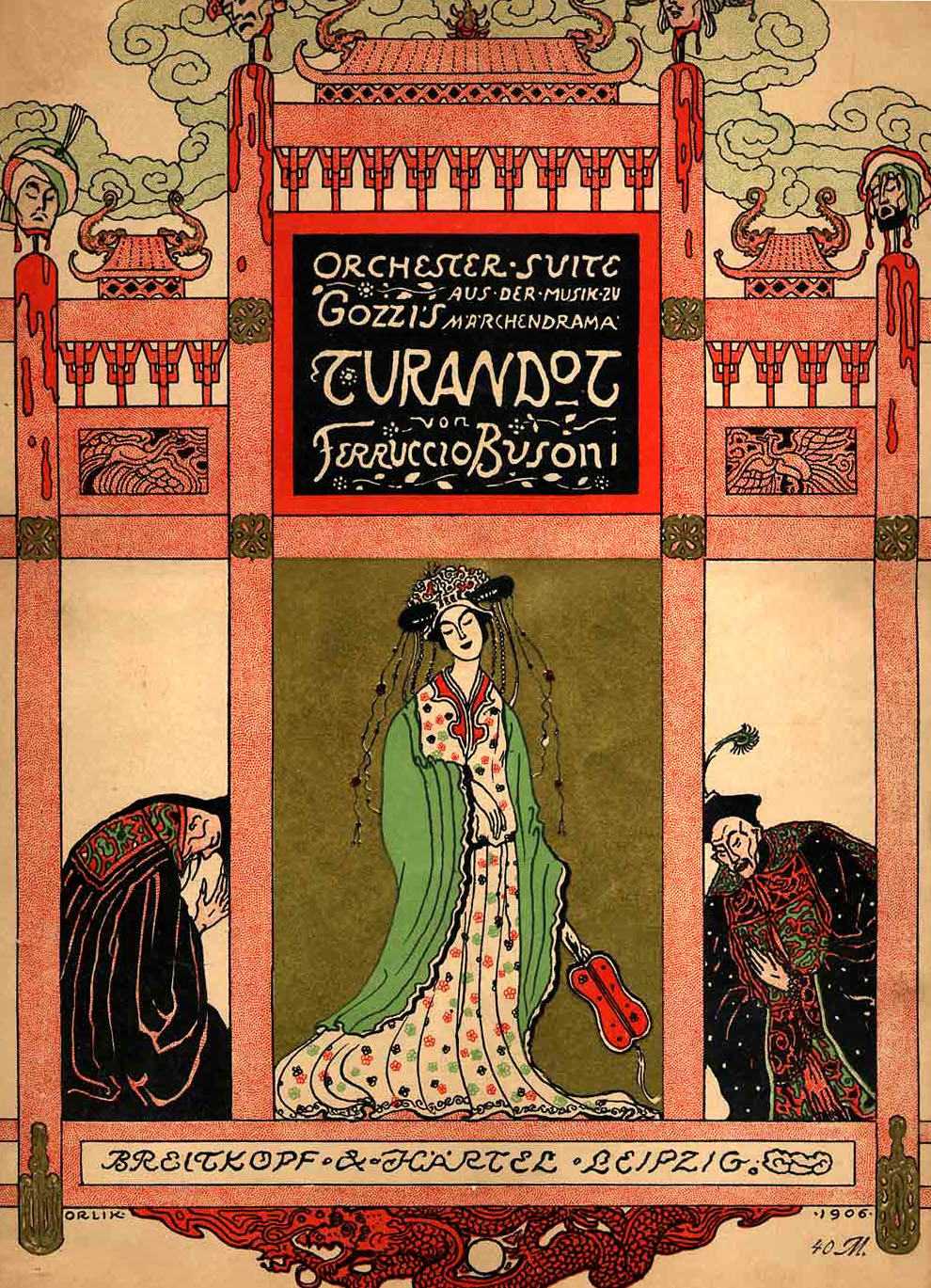
Umschlagillustration zur Orchestersuite für Turandot, 1906

- Die Brautwahl (1905; UA: Hamburg 1912)
- Arlecchino oder Die Fenster (UA: Zürich 1917)
- Turandot (UA: Zürich 1917)
- Doktor Faust, beendet von Philipp Jarnach (UA: Dresden 1925)

Instrumentalmusik
- Chaconne in d-moll, Klavier-Transkription des 5. Satzes aus der Partita II für Violine von Johann Sebastian Bach (UA: Budapest 1889)
- Symphonische Suite No.1 op. 25
- Konzertstück für Klavier und Orchester op. 31a (UA: St. Petersburg 1890)
- Symphonische Suite No.2 ("Geharnischte Suite") op. 34a
- Violinkonzert D-Dur op. 35a (UA: Berlin 1897)
- Sonate für Violine und Klavier Nr. 2 op. 36a
- Preludes op. 37
- Konzert für Klavier und Orchester mit Männerchor op. 39 (UA: Berlin 1904)
- Fantasia contrappuntistica (komponiert in Dayton 1910) über die Themen der Quadrupelfuge aus der Kunst der Fuge
- Berceuse élégiaque op. 42 (UA: New York 1911)
- Nocturne symphonique op. 43 (UA: Berlin 1914)
- Indianische Fantasie für Klavier und Orchester op. 44 (UA: Berlin 1914)
- Zwei Kontrapunktstudien nach Johann Sebastian Bach (UA: 1917)
- Concertino für Klarinette und kleines Orchester op. 48 (UA: Zürich 1918)
- Divertimento für Flöte und Orchester op. 52 (UA: Berlin 1921)

### Schriften
Musiktheoretische Schriften
Busonis musiktheoretische Schrift Entwurf einer neuen Ästhetik der Tonkunst von 1907 enthält Überlegungen zu neuen Tonskalen, Sechsteltonsystemen und erste Ahnungen der Möglichkeiten elektrisch erzeugter Klänge. Die Veröffentlichung der überarbeiteten Fassung im Jahr 1916 löste heftige Kontroversen aus. Der konservative Wagner-Verehrer Hans Pfitzner reagierte 1917 mit seiner polemischen Schrift Futuristengefahr.
- Entwurf einer neuen Ästhetik der Tonkunst, 1907. Kritische Online-Ausgabe der Humboldt-Universität zu Berlin.
  - 2., erweiterte Ausgabe 1916, Rainer Maria Rilke gewidmet. Insel-Verlag (Insel-Bücherei, IB 202). Kritische Online-Ausgabe der Humboldt-Universität zu Berlin. Volltext bei Wikisource.
  - Kritische und kommentierte Neuausgabe, hg. von Martina Weindel, Wilhelmshaven 2001, ISBN 3-7959-0793-4.
  - Neuausgabe (nach der Ausgabe 1916) mit Anmerkungen von Arnold Schönberg und einem Nachwort von Hans Heinz Stuckenschmidt, Bibliothek Suhrkamp, Frankfurt 1974, ISBN 3-518-01397-1.
- Von der Einheit der Musik. Verstreute Aufzeichnungen. Erstausgabe: Max Hesse, Berlin 1922 (archive.org).
  - Martina Weindel (Hrsg.): Kritische und kommentierte Neuausgabe. Wilhelmshaven 2006, ISBN 3-7959-0871-X.

Briefe
- Briefwechsel mit Arnold Schönberg: Kritische Online-Ausgabe der Humboldt-Universität zu Berlin.
- Friedrich Schnapp (Hrsg.): Briefe an seine Frau. Zürich 1935.
  - Englische Ausgabe: Letters to his Wife. London 1938, New York 1975.
  - Martina Weindel (Hrsg.): Briefe an seine Frau. 1889–1923. Kommentierte Gesamtausgabe. 2 Bde., Wilhelmshaven 2015, 2. verbesserte Aufl., Hamburg 2021, ISBN 978-3-347-39672-2 (Bd. 1), ISBN 978-3-347-40611-7 (Bd. 2).
- Martina Weindel (Hrsg.): Briefe an Henri, Katharina und Egon Petri. Wilhelmshaven 1999, ISBN 3-7959-0755-1.
- Martina Weindel (Hrsg.): Briefwechsel mit Gottfried Galston. Wilhelmshaven 1999, ISBN 3-7959-0754-3.
- Christiane Wassermann-Beirao (Hrsg.): Briefwechsel mit José Vianna da Motta 1898–1921. Wilhelmshaven 2004, ISBN 3-7959-0833-7.
- Martina Weindel (Hrsg.): Lettere ai genitori. [Briefe an die Eltern], Rom 2006, ISBN 88-89675-01-2.
- Eva Hanau (Hrsg.): Ferruccio Busoni im Briefwechsel mit seinem Verlag Breitkopf & Härtel. 2 Bände, Wiesbaden 2012, ISBN 978-3-7651-0318-6.

## Schüler von Ferruccio Busoni
- Ernst Lochbrunner (1874–1923), Pianist
- Giuseppe Becce (1877–1973), Komponist (~1906–?)
- Rudolph Ganz (1877–1972), Komponist, Pianist, Dirigent (1899)
- Frieda Kindler (1879–1964), Pianistin
- Theodor Szántó (1877–1934), Komponist (1898–1901)
- Selim Palmgren (1878–1951), Komponist, Pianist (1899–1901)
- Augusta Cottlow (1878–1954), Pianistin (1896–?)
- Etelka Freund (1879–1977), Pianistin (1898–?)
- Egon Petri (1881–1962), Pianist
- Michael Zadora (1882–1946), Pianist
- Percy Grainger (1882–1961), Komponist, Pianist, Dirigent (Ende der 1890er-Jahre?)
- Magda von Hattingberg (= Magda Graedener; 1883–1959) Pianistin, Schriftstellerin; Ehefrau von Hermann Graedener
- Edgar Varèse (1883–1965), Komponist, Dirigent (1908–?)
- Louis Gruenberg (1884–1964), Pianist, Komponist (1912–1919)
- Leo Sirota (1885–1965), Pianist
- Alfred Hoehn (1887–1945), Pianist
- Eduard Steuermann (1892–1964), Komponist, Pianist (1911/12)
- Philipp Jarnach (1892–1982), Komponist, Pianist, Dirigent (1914–?)
- Oskar Ziegler (1893–1962), Pianist
- Svetislav Stančić (1895–1970), Pianist (1918–1922)
- Wladimir Rudolfowitsch Vogel (1896–1984), Komponist (1918–1924?)
- Dimitri Mitropoulos (1896–1960), Dirigent, Komponist, Pianist
- Erwin Bodky (1896–1958), Pianist, Komponist
- Walther Geiser (1897–1993), Komponist, Dirigent (192?–1923)
- Luc Balmer (1898–1996), Komponist, Dirigent, Pianist (1921/22)
- Herbert Behrens-Hangeler (1898–1981), Maler, Schriftsteller, Musiker
- Kurt Weill (1900–1950), Komponist (1921–1924)
- Otto Luening (1900–1996), Komponist
- Robert Blum (1900–1994), Komponist, Dirigent (1923)
- Stefan Wolpe (1902–1972), Komponist (1920)
- Paul Hoppe (1869–1933), Komponist
- Heinz Roemheld (1901–1985), Komponist
- Edward Weiss (1892–1984), Pianist (1917–1920)
- Verena Maurina-Press (1876–1969), Pianistin
- Leo Kestenberg (1882–1962), Pianist, Musikpädagoge, Kulturpolitiker

## Ehrungen
- 1923: zusammen mit Maurice Ravel, Igor Strawinsky und Jean Sibelius zum ersten Ehrenmitglied der International Society for Contemporary Music ISCM ernannt.[14]
- 1925: Skulptur von Georg Kolbe für Busonis Ehrengrab auf dem Friedhof Schöneberg III in Berlin-Friedenau.
- In Berlin-Karow wurde 1927 eine Straße nach Busoni benannt, die auch heute noch diesen Namen trägt.
- Seit 1949 wird jährlich der Internationale Klavierwettbewerb Ferruccio Busoni in Bozen ausgetragen. Zu den Gewinnern des Wettbewerbs zählen Jörg Demus (1956), Martha Argerich (1957), Boris Bloch (1978) und Lilya Zilberstein (1987).
- 1966 stiftete das Berliner Komitee der Società Dante Alighieri zum 100. Geburtstag des Komponisten die Gedenktafel an dem Gebäude in Berlin-Schöneberg, in dem Busoni zuletzt gewohnt hatte.
- 1988 stiftete Aribert Reimann den Busoni-Kompositionspreis, der von der Berliner Akademie der Künste verliehen wird.